# Cultuur van Nederland

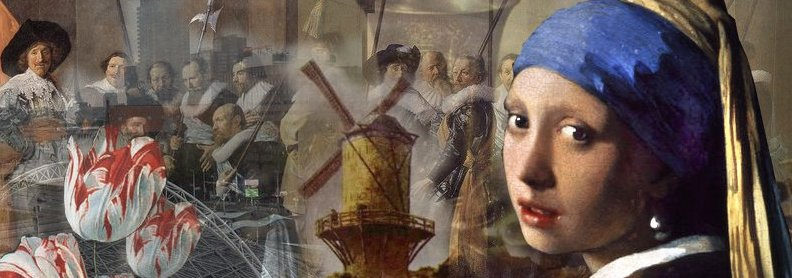
Enkele symbolen van de Nederlandse cultuur.

Dit artikel behandelt de cultuur van Nederland.

## Nationale symbolen
Nationale symbolen bestaan op verschillende niveaus. Zo wordt bijvoorbeeld vaak het portret van het staatshoofd aangebracht op munten en postzegels. Vooral bij regerende vorstenhuizen is dit het geval. Nederland vormt daarop geen uitzondering. Geijkte officiële symbolen zijn met name de volgende:

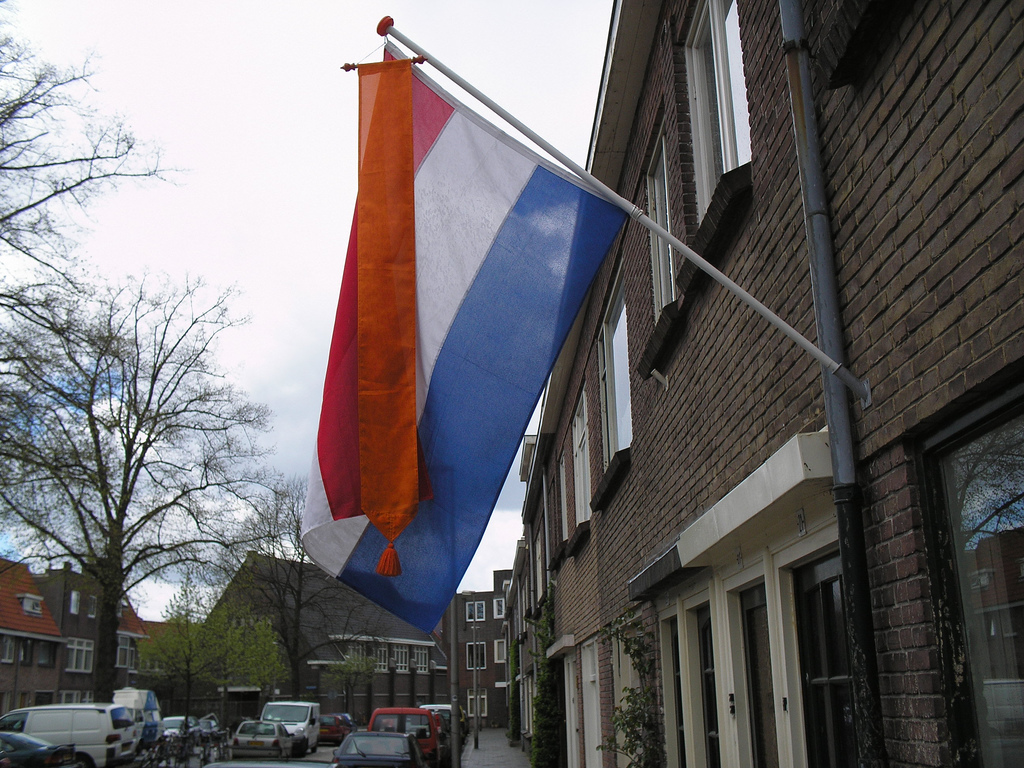
De Nederlandse vlag met oranje wimpel

- De vlag van Nederland bestaat uit drie horizontale banen van gelijke hoogte in de kleuren rood, wit en blauw. De vlag dateert uit 1579, toen de onafhankelijkheid van Nederland werd uitgeroepen en werd officieel goedgekeurd in 1796 en bevestigd als nationaal embleem in 1937. Het wit en blauw zijn de livreikleuren van het Franse vorstendom Orange, waar het Huis Nassau, het latere Nederlandse koningshuis, mee verbonden raakte (zie René van Chalon). Het rood was oorspronkelijk oranje, naar de naam van het vorstendom, maar werd in de loop van de zeventiende eeuw vervangen door vermiljoenrood, dat tijdens zeeslagen makkelijker te herkennen was. Op feestdagen die te maken hebben met het koningshuis of tijdens diplomatieke reizen naar het buitenland wordt ook wel een oranje wimpel boven de vlag gehangen.
- Het Wapen van het Koninkrijk der Nederlanden is oorspronkelijk in 1815 ontworpen en in 1907 aangepast. Het geblokte schild met een leeuw, zwaard en pijlen is het heraldisch symbool van de Koning en het Land.
- Het Wilhelmus is het volkslied sinds 10 mei 1932. Daarvoor was vanaf 1817 (met uitzondering van een gat van 1832 tot 1833) Wien Neêrlands bloed het volkslied.

Informeel geldt de kleur oranje in het algemeen als een symbool voor Nederland. Dit komt, behalve in de kleur van de kleding der vertegenwoordigende sportteams, ook tot uitdrukking in de wijze waarop supporters zich in en aan het buitenland tonen.
Bij al deze symbolen speelt expliciet of impliciet het koningshuis een rol. De vorst en het koninklijk huis vervullen zelf echter ook een belangrijke symbolische functie voor Nederland, zowel institutioneel als in personam. Dit is te meer het geval omdat het Huis van Oranje al meer dan vier eeuwen zijn geschiedenis deelt met het volk van Nederland. Willem de Zwijger was de prins van Oranje die Nederland vanaf 1568 naar de zelfstandigheid leidde.

## Tradities en feestdagen

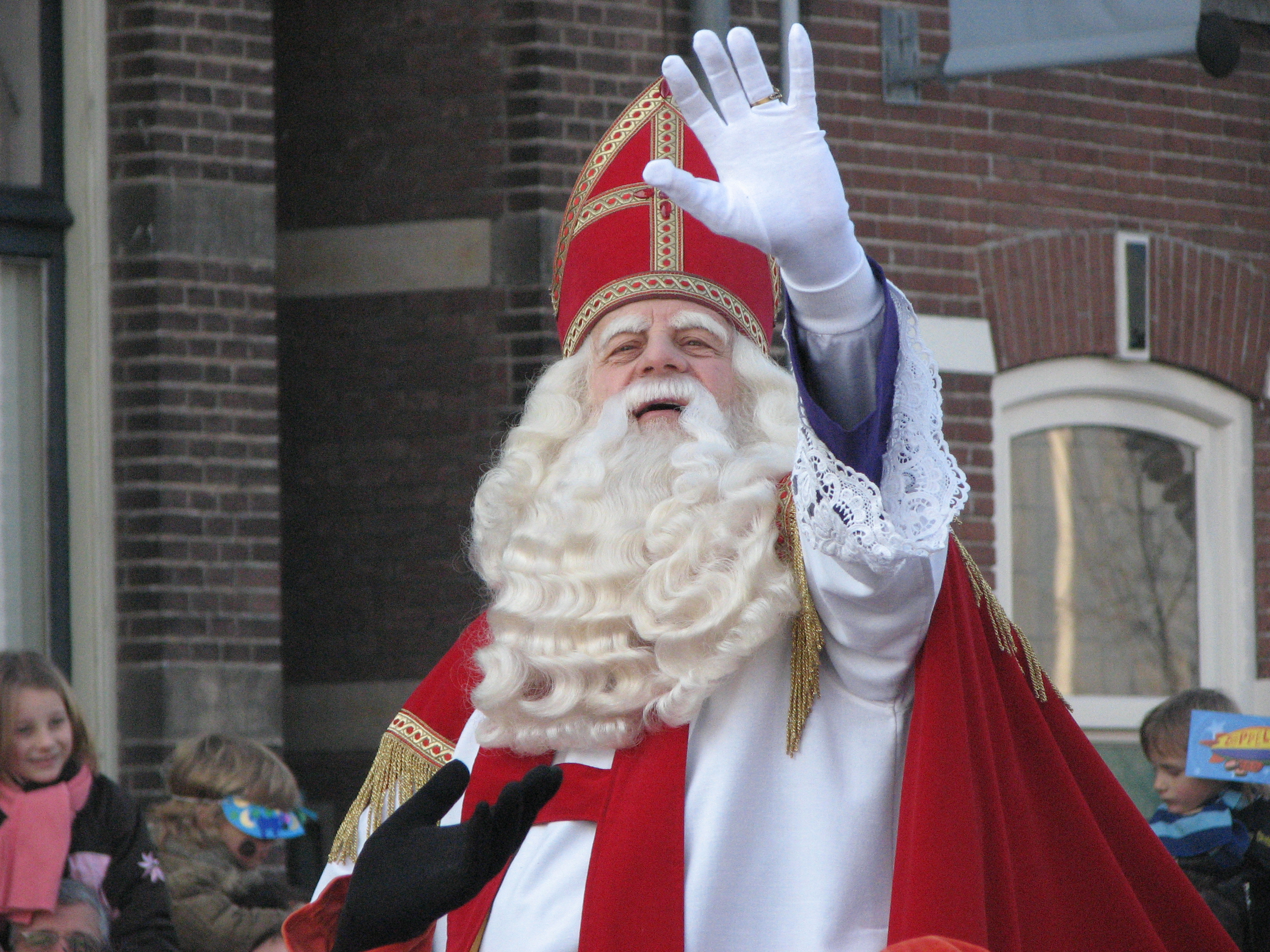
Sinterklaas is geen nationale feestdag, maar wordt wel wijdverbreid gevierd.

Nederland telt acht officiële feesten (verdeeld over tien feestdagen), waarvan er twee als nationale feestdag worden aangeduid. De eerste is Koningsdag, een dag van eenheid en saamhorigheid die gevierd wordt op 27 april, de geboortedag van de huidige koning, koning Willem-Alexander. De andere nationale feestdag is Bevrijdingsdag: op 5 mei wordt de capitulatie van het Duitse leger in Nederland tijdens de Tweede Wereldoorlog gevierd. Bevrijdingsdag is elk jaar een nationale feestdag; of het als vrije dag geldt is echter afhankelijk van de cao of de werkgever.
Er staat ook een groot aantal christelijke feesten op de feestdagenkalender: Kerstmis (eerste en tweede kerstdag), Goede Vrijdag, Pasen (eerste en tweede paasdag), Hemelvaart en Pinksteren. Op deze dagen, behalve Goede Vrijdag, hebben de meeste Nederlanders vrij. Ook Nieuwjaarsdag staat op de lijst van algemeen erkende feestdagen.
Voorts zijn er nog enkele tradities en feestdagen die hoewel niet officieel, wel op grote schaal gevierd worden. Zo worden tijdens de Nationale Dodenherdenking op 4 mei, één dag voor Bevrijdingsdag, alle oorlogsslachtoffers sinds het uitbreken van de Tweede Wereldoorlog herdacht. Sint-Maarten is een christelijk feest, maar het wordt vooral in het noorden van het land gevierd. Het eveneens van oorsprong christelijke carnaval wordt, voorafgaand aan aswoensdag, juist het uitbundigst gevierd in het zuiden van het land. Het kinderfeest Sinterklaas is ook geen officiële feestdag, maar wordt wel wijdverbreid gevierd, met als hoogtepunt de zogeheten Pakjesavond op 5 december. Op Oudejaarsavond wordt het jaar 's avonds traditioneel met oliebollen, de oudejaarsconference en vuurwerk afgesloten.
Cultuur in Friesland (Polsstokverspringen, Skûtsjesilen), het Nedersaksische landsdeel (Paasvuur, Carbidschieten, midwinterhoornblazen), of de Bourgondische cultuur (schuttersgilden, bloemencorso) van beneden de grote rivieren heeft veel kenmerken.

## Kunst

De Nachtwacht (1642) van Rembrandt

De Nederlandse schilderkunst wordt vertegenwoordigd door een groot aantal meesters. De bloeiperiode vond plaats in de 'gouden' zeventiende eeuw. De bekendste schilder uit deze periode is Rembrandt, maar ook andere oude Hollandse meesters als Johannes Vermeer, Frans Hals en Jan Steen genieten internationale faam. Hoewel de schilderkunst uit de periode erna minder bekend is, is het werk van de negentiende-eeuwse postimpressionistische schilder Vincent van Gogh wel wereldberoemd geworden, zij het pas na zijn dood. Uit de eerste helft van de twintigste eeuw dateert de abstracte kunst van Piet Mondriaan, die betrokken was bij de kunstbeweging De Stijl. In 1948 werd de kunstvereniging Cobra opgericht, met leden als Karel Appel en Corneille. Een andere Nederlandse kunstenaar uit de twintigste eeuw is M.C. Escher, die in zijn grafische kunstwerken veelvuldig gebruik maakte van onmogelijke objecten en gezichtsbedrog.
De Nederlandse literatuur bouwde vanaf de Gouden Eeuw een eigen traditie op, samen met het ontstaan van een algemeen geaccepteerde standaard voor de Nederlandse taal, met Joost van den Vondel en Pieter Corneliszoon Hooft als bekendste vertegenwoordigers. Het maken van de in 1637 gepubliceerde Statenvertaling geldt als de eerste echte poging om uit alle dialecten een algemene schrijftaal te destilleren. Multatuli beschreef en bekritiseerde in de negentiende eeuw in zijn Max Havelaar de situatie in Nederlands-Indië. Louis Couperus was een van de eerste Nederlandse vertegenwoordigers van het naturalisme, dat als reactie op de idealistische romantiek gold. Als voornaamste vertegenwoordigers van het modernisme gelden de dichter Martinus Nijhoff en de romanschrijver Simon Vestdijk. Tijdens de Tweede Wereldoorlog schreef Anne Frank in het Achterhuis in Amsterdam haar wereldberoemde dagboek, dat na haar dood tijdens de Holocaust door haar vader werd gepubliceerd. In de naoorlogse literatuur wordt vaak gesproken van 'de grote drie', waarmee Willem Frederik Hermans, Gerard Reve en Harry Mulisch bedoeld worden. Andere belangrijke schrijvers uit deze periode zijn de romanschrijvers Hella S. Haasse en Jan Wolkers, welke laatste ook beeldend kunstenaar was. Uiteraard wordt de internationale erkenning van de Nederlandse literatuur gehinderd door een taalbarrière, maar de boeken van hedendaagse schrijvers als Cees Nooteboom, Herman Koch en Arnon Grunberg vinden ook in het buitenland aftrek. Nooteboom haalt met Duitse vertalingen van zijn werk grotere oplagen dan met het Nederlandse origineel.
De Nederlandse School was in de vijftiende en zestiende eeuw een grote stroming in de Renaissancemuziek. Jan Pieterszoon Sweelinck en Jacob van Eyck werden internationaal bekende componisten, net als in de twintigste eeuw onder meer Willem Pijper, Henk Badings, Lex van Delden en recente componisten als Peter Schat, Tristan Keuris, Simeon ten Holt en Louis Andriessen - zie Lijst van Nederlandse muziek.
In de jaren zeventig van de twintigste eeuw kende de Nederlandse rockband Golden Earring kort wereldwijd succes, op kleinere schaal waren ook groepen en artiesten als Shocking Blue, Earth & Fire en George Baker succesvol. Van de Nederlandse popmuziek, ook wel aangeduid als nederpop, zijn heden ten dage onder meer Anouk en Within Temptation bekend, evenals dj's als Tiësto en Armin van Buuren. Op Nederlandstalig gebied zijn verscheidene artiesten noemenswaardig: van Boudewijn de Groot, Rob de Nijs en Frank Boeijen uit het verleden, vanaf de jaren 1990 aangevuld met BLØF, Guus Meeuwis en Marco Borsato. Ook het levenslied is een populair muziekgenre, met namen zoals André Hazes, Frans Bauer en Jan Smit. Pinkpop, Lowlands en het North Sea Jazz Festival zijn enkele grote muziekfestivals.
Kenmerkend voor de Nederlandse architectuur zijn Hendrik Petrus Berlage, de Amsterdamse School en De Stijl.

## Eten en drinken

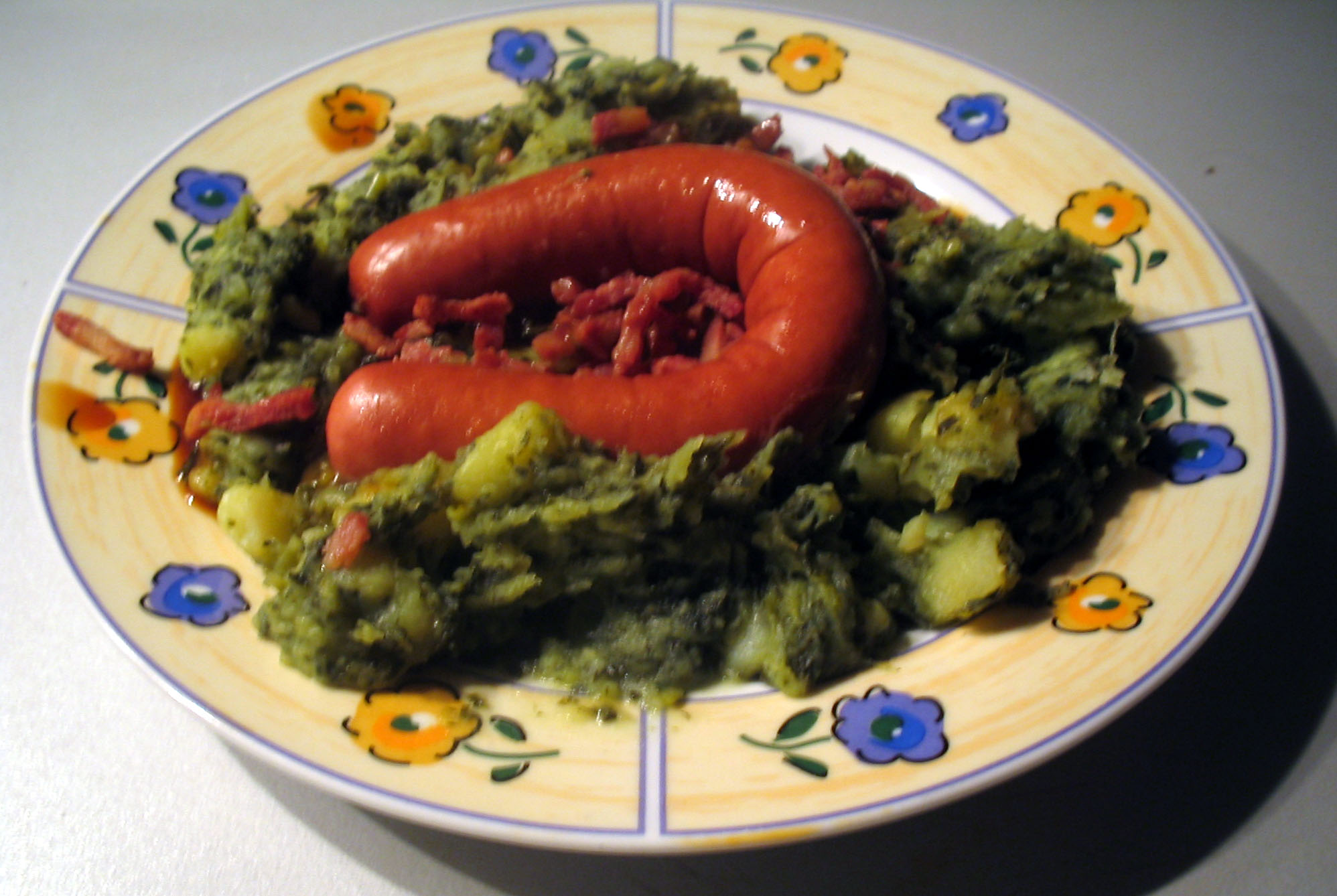
Boerenkoolstamppot met rookworst

De traditionele Nederlandse keuken is voornamelijk beïnvloed door het agrarische leven in vroegere tijden. De hoofdmaaltijd wordt in Nederland 's avonds gegeten en een typisch Nederlandse maaltijd bestaat uit een combinatie van aardappels, groente en vlees. Ook stoof- en stamppotten en maaltijdsoepen zijn kenmerkend voor de Nederlandse keuken. Bij het ontbijt en in de middag wordt vaak brood gegeten, met boter en allerlei soorten zoet en hartig broodbeleg, variërend van vleeswaren en kaas tot hagelslag, chocoladepasta en pindakaas; ook ontbijtgranen als muesli en cornflakes worden, met melk of yoghurt, als ontbijt genuttigd.
Bij het ontbijt en de middagmaaltijd wordt vaak koffie of thee gedronken. In de koudere maanden is (warme) chocolademelk ook een populaire drank. Bier is veruit de meest gedronken alcoholische drank: in 2008 werd gemiddeld 78,5 liter per Nederlander gedronken. Van de totale Nederlandse bierproductie in dat jaar, ruim 2,7 miljard liter, werd meer dan 1,6 miljard liter geëxporteerd, waarmee Nederland dat jaar de grootste bierexporteur ter wereld was. De Nederlandse biercultuur ontwikkelde zich de voorbije jaren sterk: een groeiend aantal brouwerijen brouwde bieren in steeds meer verschillende stijlen.
De Edammer en Goudse kaas zijn ook buiten Nederland heel bekend. Andere bekende Nederlandse gerechten en producten zijn veelal zoetigheden, zoals pannenkoeken en poffertjes, Limburgse vlaai, stroopwafels en oliebollen. Kroketten, bitterballen en frikandellen zijn typisch Nederlandse snacks. Ook vis wordt soms als fastfood gegeten, bijvoorbeeld in de vorm van haring of kibbeling (stukjes vis in beslag gebakken). Naast deze typisch Nederlandse gerechten zijn er echter ook veel invloeden van buitenaf. Onder andere uit de Nederlands-Indische, de Chinese en de Italiaanse keuken zijn gerechten overgenomen.

## Media

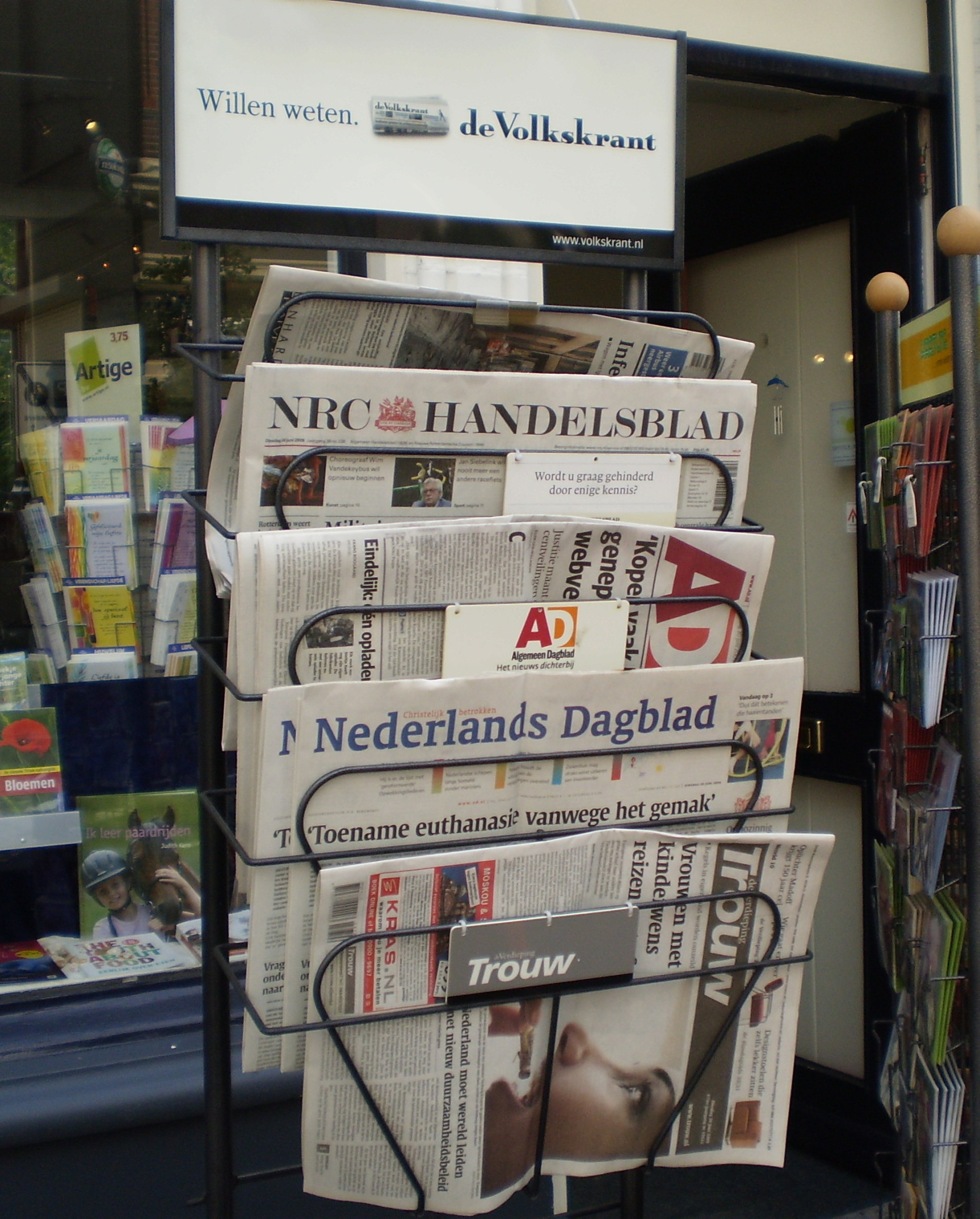
Diverse Nederlandse dagbladen in een krantenrek

De belangrijkste Nederlandse dagbladen zijn De Telegraaf, Algemeen Dagblad, de Volkskrant, NRC Handelsblad en Trouw. Historisch gezien is ook Het Parool dat in de Tweede Wereldoorlog als verzetskrant werd opgericht een belangrijke krant. Het Parool is zich met name gaan richten op de stad en regio Amsterdam. Voor (protestantse) kerkelijke lezers zijn het Reformatorisch Dagblad en het Nederlands Dagblad bekende landelijke kranten. Met Metro heeft Nederland ook een gratis krant. Elsevier, HP/De Tijd, Vrij Nederland en De Groene Amsterdammer zijn vier opiniebladen.
De Nederlandse televisie heeft zowel publieke als commerciële zenders. Deze laatste werden toegelaten vanaf 1988, later dan in omringende landen. De publieke omroep bestaat uit NPO 1, 2 en 3 en voor Nederlanders in het buitenland BVN en wordt gekenmerkt door de verzuilde structuur. De belangrijkste bedrijven die commerciële televisie verzorgen zijn RTL Nederland en SBS Broadcasting, die samen in totaal zeven zenders beheren. Enkele andere commerciële zenders zijn Nickelodeon, Comedy Central en Kindernet.
Op radiogebied is er eveneens een aantal zenders. Er zijn zes landelijke publieke zenders, met NPO Radio 1, NPO Radio 2 en NPO 3FM als belangrijkste, en verscheidene digitale en regionale publieke zenders. Radio 538, Sky Radio en Q-music zijn de belangrijkste spelers in de commerciële markt.
In Nederland heerst persvrijheid, zonder controle vooraf op publicaties in de geschreven pers of op radio, tv en internet. De begrenzing hierbij is dat wie zich schuldig maakt aan belediging, discriminatie, aanzetten tot haat en dergelijke de kans loopt zich achteraf te moeten verantwoorden. De Mediawet zorgt voor mediapluriformiteit binnen het publieke omroepenbestel. Ook kan het bevoegd gezag leeftijdsgrenzen stellen voor de toegang tot bepaalde media.

## Sport

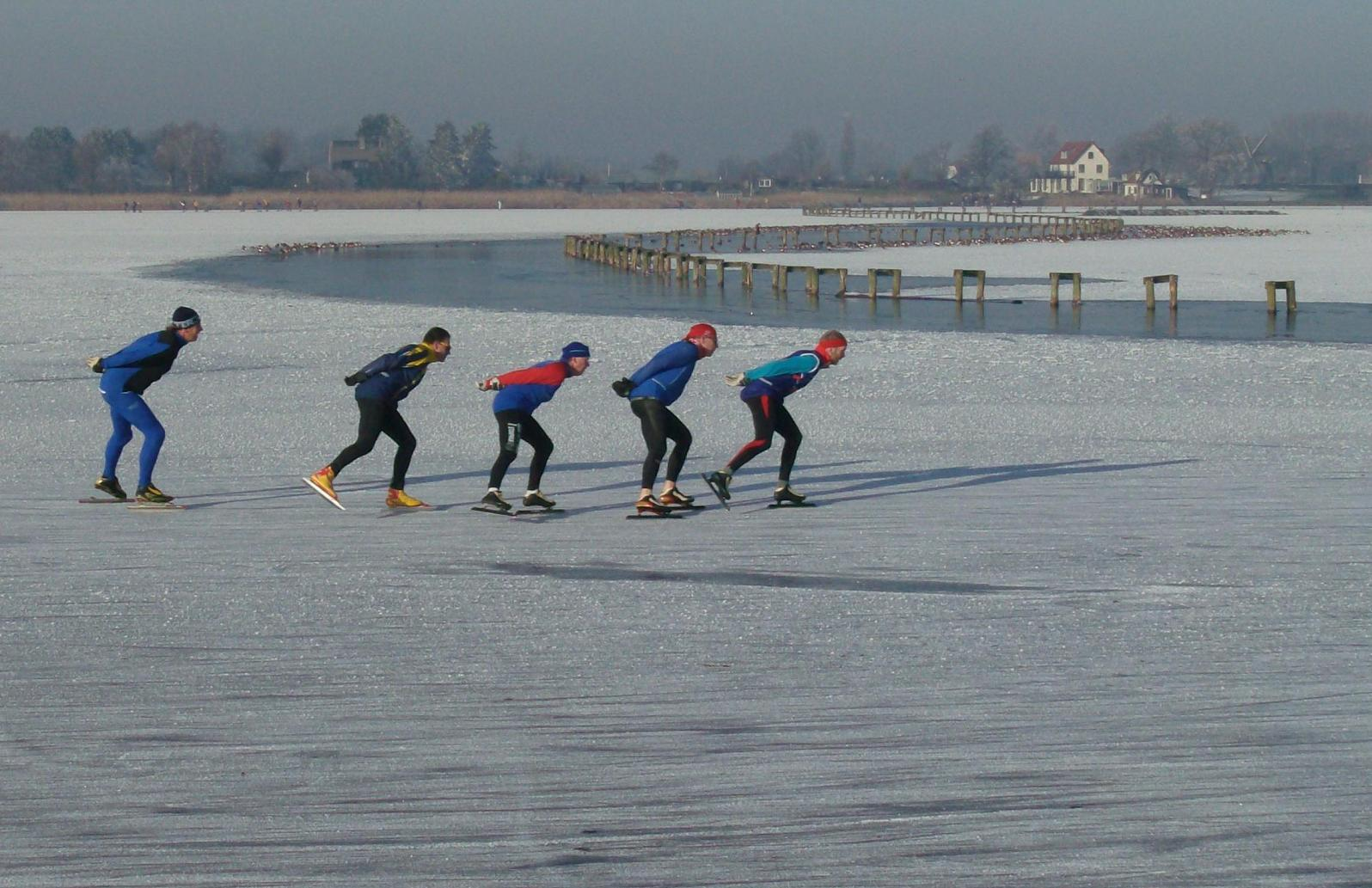
Schaatsen is een populaire sport in Nederland.

In Nederland is voetbal de belangrijkste sport. Het Nederlandse voetbalelftal won het Europees kampioenschap voetbal 1988 en behaalde op verschillende andere EK's en WK's ereplaatsen; voormalige voetballers als Johan Cruijff en Marco van Basten, alsmede de in het buitenland werkende trainer-coach Guus Hiddink en Louis van Gaal droegen eraan bij dat Nederland op dit gebied wereldwijd bekend werd. Andere populaire sporten zijn onder meer hockey, schaatsen, wielersport, paardensport, volleybal, handbal, korfbal, tennis, golf en zwemmen. Ook neemt het darts sinds circa 2000 een belangrijker positie in Nederland in. Dit komt mede door de vergrote media-aandacht die aan de sport wordt gegeven. Ook is dit succes mede te danken aan (voormalig) wereldkampioenen Raymond van Barneveld, Michael van Gerwen, Jelle Klaasen en Christian Kist. Typisch Nederlandse sporten zijn onder meer fierljeppen, kaatsen, klootschieten en korfbal.
Vanaf de tweede helft van de negentiende eeuw werden sportclubs en -bonden gevormd. Een belangrijk figuur in de Nederlandse sportgeschiedenis is Pim Mulier, die aan het eind van de negentiende eeuw meerdere tot dan toe niet tot nauwelijks bekende sporten in Nederland introduceerde en professionaliseerde. Hij was ook de initiator van de Elfstedentocht, een circa 200 km lange schaatstocht over natuurijs langs de Friese elf steden. In 1900 was het debuut van Nederland op de Olympische Spelen een feit: sindsdien werden meer dan 300 medailles behaald, waaronder 100 gouden. Daarmee staat Nederland zeventiende op de medaillespiegel van de Olympische Spelen aller tijden.
Het NOC*NSF is de overkoepelende sportorganisatie van de Nederlandse sportbonden en de Nederlandse vertegenwoordiger binnen de internationale sportkoepel IOC. Nederland heeft vier topsportcentra waar topsporters kunnen trainen, studeren en wonen. Amsterdam organiseerde de Olympische Zomerspelen 1928; in 1980 vonden de Paralympische Zomerspelen plaats in Arnhem. Samen met België was Nederland gastheer van het Europees kampioenschap voetbal 2000. Voorts waren er plannen om de Olympische Zomerspelen 2028 te organiseren.